# زاوية مولاي عثمان (مولاي أوركا)
زاوية مولاي عثمان هو دُوَّار يقع بجماعة أقصري، عمالة أكادير إدا وتنان، جهة سوس ماسة في المملكة المغربية. ينتمي الدوّار لمشيخة مولاي أوركا التي تضم 15 دوار. يقدر عدد سكانه بـ 55 نسمة حسب الإحصاء الرسمي للسكان والسكنى لسنة 2004.

## روابط خارجية
- البوابة الوطنية للجماعات الترابية نسخة محفوظة 12 مارس 2018 على موقع واي باك مشين.
- المندوبية السامية للتخطيط